# Heliconius amandoides
Heliconius amandoides är en fjärilsart som beskrevs av Heinrich Neustetter 1926. Heliconius amandoides ingår i släktet Heliconius och familjen praktfjärilar. Inga underarter finns listade i Catalogue of Life.